# Betty Ann Bjerkreim Nilsen
Betty Ann Bjerkreim Nilsen, née le 7 septembre 1986 à Stavanger est une spécialiste de la course d'orientation et fondeuse norvégienne.

## Palmarès en course d'orientation

### Championnats du monde
- Médailles d'or en relais en 2009

## Palmarès en ski de fond

### Championnats du monde
- Sapporo 2007 : 20e à la poursuite 15 km

### Coupe du monde
- Meilleur classement général : 54e en 2007.
- 1 podium en relais.
- Meilleur résultat individuel : 9e.

### Championnats du monde junior
- 2 médailles d'or en relais : 2005 et 2006
- 1 médailles d'argent en poursuite en 2006
- 2 médailles de bronze au 5 km et en poursuite en 2005